# Saint-Vincent-du-Boulay
Saint-Vincent-du-Boulay ist eine französische Gemeinde mit 370 Einwohnern (Stand 1. Januar 2022) im Département Eure in der Region Normandie (vor 2016 Haute-Normandie). Sie gehört zum Arrondissement Bernay und zum Kanton Beuzeville. 

## Geographie
Saint-Vincent-du-Boulay liegt etwa neun Kilometer westnordwestlich von Bernay und etwa 23 Kilometer ostsüdöstlich von Lisieux in der Landschaft Pays d’Auge.
Am südöstlichen Rand der Gemeinde führt die Autoroute A28 entlang.

### Nachbargemeinden
Umgeben ist Saint-Vincent-du-Boulay von den Nachbargemeinden Drucourt im Nordwesten und Norden, Bournainville-Faverolles im Norden, Saint-Martin-du-Tilleul im Nordosten und Osten, Plainville im Süden, Saint-Mards-de-Fresne im Süden und Südwesten sowie Le Planquay im Westen.

## Bevölkerungsentwicklung
| Jahr                       | 1962 | 1968 | 1975 | 1982 | 1990 | 1999 | 2006 | 2013 | 2020 |
| Einwohner                  | 254  | 231  | 220  | 258  | 263  | 267  | 277  | 350  | 376  |
| Quellen: Cassini und INSEE |      |      |      |      |      |      |      |      |      |

## Sehenswürdigkeiten
- Kirche Saint-Vincent aus dem 15. Jahrhundert

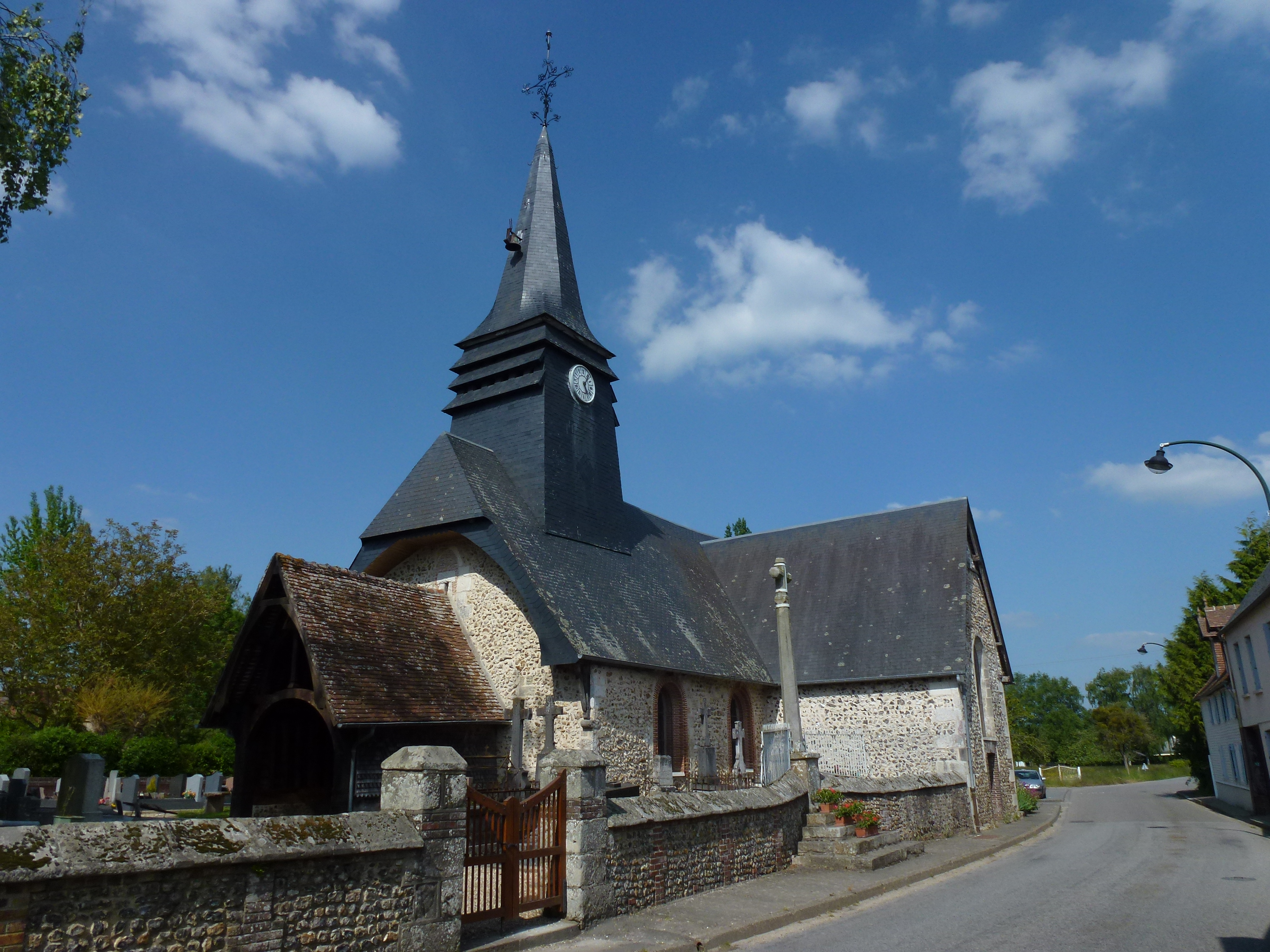
Kirche Saint-Vincent